# Daisy. Das Abenteuer einer Lady
Daisy. Das Abenteuer einer Lady è un film muto del 1923 diretto da Frederic Zelnik. Fu uno dei film che il regista produsse per la Zelnik-Mara-Film GmbH, la compagnia di produzione che aveva creato insieme alla moglie, l'attrice Lya Mara.

## Produzione
Il film fu prodotto da Friedrich Zelnik per la Zelnik-Mara-Film GmbH (Berlin).

## Distribuzione
In Germania, il film fu presentato in prima a Berlino il 21 novembre 1923.